# Jeongjikhan Hubo
Jeongjikhan Hubo (em coreano: 정직한 후보; hanja: 正直한 候補; bra: A Candidata Honesta) é um filme de comédia sul-coreano de 2020 dirigido por Jang Yu-jeong e estrelado por Ra Mi-ran, Kim Mu-yeol, Na Moon-hee, Yoon Kyung-ho e Jang Dong-joo. É um remake do filme brasileiro de 2014 O Candidato Honesto. O filme estreou em 12 de fevereiro de 2020.

## Sinopse
Uma deputada em terceiro mandato, que está concorrendo pela quarta vez, repentinamente não consegue mentir alguns dias antes das eleições. O problema é que toda a sua carreira política é baseada em mentiras.

## Elenco
Principal
- Ra Mi-ran como Joo Sang-sook
- Kim Mu-yeol como Park Hee-cheol
- Na Moon-hee como Kim Ok-hee
- Yoon Kyung-ho como Bong Man-sik
- Jang Dong-joo como Bong Eun-ho

Apoio
- Song Young-chang como Lee Woon-hak
- Son Jong-hak como Kim Sang-pyo
- Cho Soo-hyang como Shin Ji-sun
- Ahn Se-ho como Lee Jeong-min
- Kim Na-yoon como Yoon Mi-kyung
- Ko Kyu-pil como Repórter Hwang
- Kim Yong-rim como sogra

Participações especiais
- Jo Han-chul como Nam Yong-sung
- On Joo-wan como Kim Joon-young
- Yoon Se-ah como Cha Yoon-kyung
- Oh Man-seok como Jang Deok-joon

## Produção

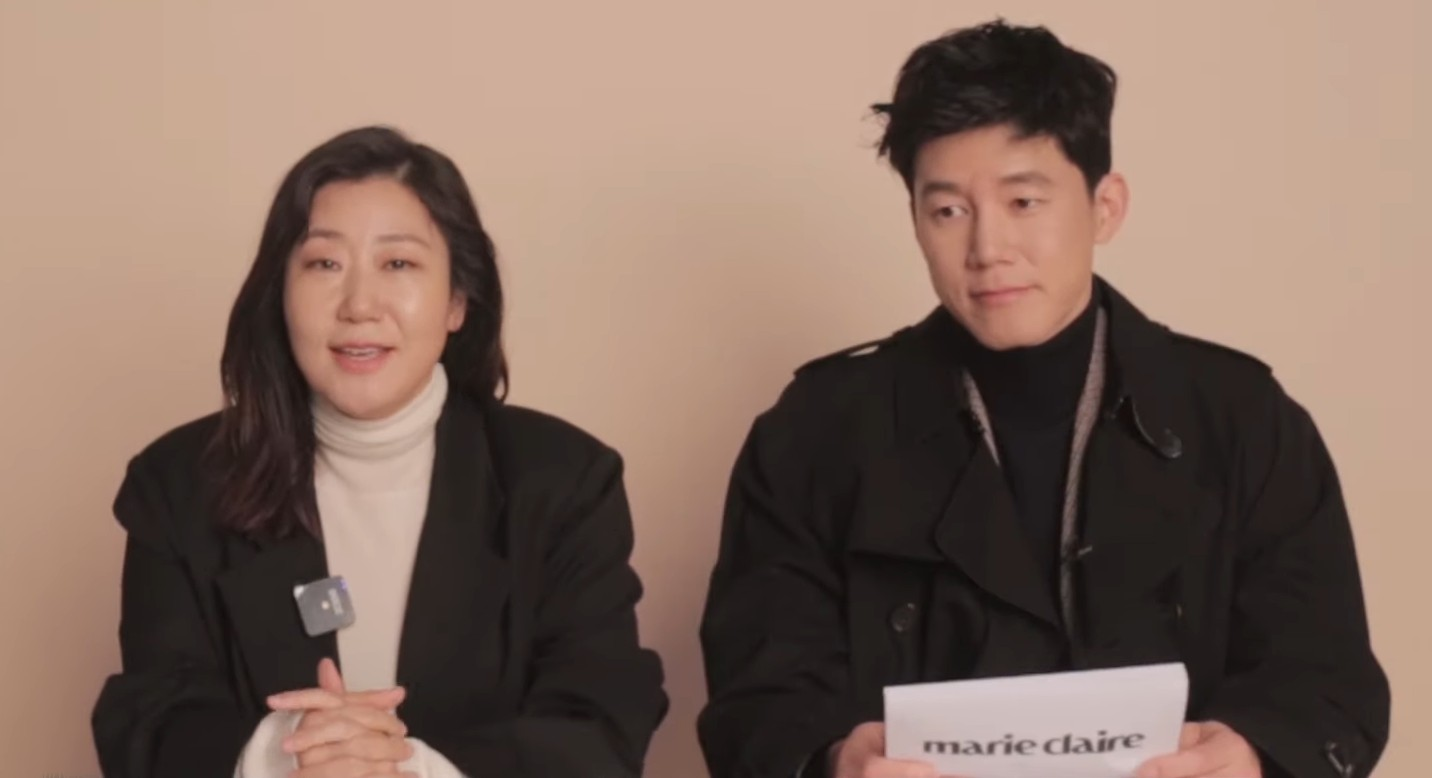
Os atores Kim Mu-yeol e Ra Mi-ran em vídeo da Marie Claire Korea

A diretora Jang Yu-jeong se deparou com o filme O Candidato Honesto quando estava gravando um comentário para The Bros (2017). Ela disse que "ela poderia ter feito isso para alimentar a raiva lançando luz sobre as realidades da política e da imprensa locais, mas achou que seria mais interessante transformá-lo em uma sátira. [Ela] foi imediatamente fisgada e tomou a decisão [para fazer o filme] em cerca de 10 minutos."
Embora o personagem original seja um político masculino em O Candidato Honesto, de Roberto Santucci, o diretor e roteirista Jang Yu-jeong escalou a atriz Ra Mi-ran para o papel do protagonista. Conforme ela "desenvolvia o personagem, [ela] percebeu que nenhuma outra pessoa poderia lidar com esse papel além de Ra. Foi assim que o gênero mudou".
A fotografia principal começou em 15 de junho de 2019. As filmagens foram concluídas em 7 de setembro.
O filme é baseado no filme brasileiro de 2014 de mesmo nome, O Candidato Honesto. Produzido com roteiro de Paulo Cursino, fez sucesso ao criticar a realidade do Brasil da época ao usar o tema 'mentira' de forma cômica. O remake coreano do filme brasileiro foi anunciado em 2016 no Globalgate Consortium, do qual participaram e receberam grande destaque as principais produtoras e distribuidoras cinematográficas do mundo. 

## Lançamento
A distribuidora Next Entertainment World considerou adiar o lançamento do filme devido à pandemia de COVID-19, mas acabou decidindo não fazê-lo, e o filme foi lançado em 12 de fevereiro de 2020 conforme planejado originalmente.

## Recepção

### Bilheteria
Lançado em uma quarta-feira, o filme liderou a bilheteria do primeiro fim de semana e representou 44% das vendas totais de ingressos.

### Prêmios e indicações
| Ano  | Prêmio                      | Categoria    | Destinatário | Resultado | Ref.   |
| ---- | --------------------------- | ------------ | ------------ | --------- | ------ |
| 2021 | 41º Blue Dragon Film Awards | Melhor atriz | Ra Mi-ran    | Venceu    | [ 10 ] |
| 2021 | 26º Chunsa Film Art Awards  | Melhor atriz | Ra Mi-ran    | Indicado  | [ 11 ] |

## Continuação
Uma sequência do filme intitulada Jeongjikhan Hubo 2 foi lançada em 28 de setembro de 2022.